# Mirabilit
Mirabilit (sól glauberska) – minerał z gromady siarczanów. Należy do grupy minerałów bardzo rzadkich, rozpowszechnionych tylko w niektórych regionach Ziemi. Nazwa pochodzi od sal mirabile Glauberi = niezwykła, cudowna sól Glaubera.

## Charakterystyka

### Właściwości
Zazwyczaj tworzy kryształy o pokroju tabliczkowym, słupkowym, igiełkowym, włosowym. Występuje w skupieniach ziemistych, ziarnistych, zbitych, włóknistych. Tworzy naloty, naskorupienia i wykwity. Jest krucha, przezroczysta, doskonale rozpuszcza się w wodzie (słono-gorzki lub słono-kwaśny smak).

### Występowanie
Składnik morskich i jeziornych ewaporatów solnych. Najczęściej współwystępuje z takimi minerałami jak: gips, halit. Czasami powstaje w procesie ekshalacji wulkanicznej lub tworzy się w osadach niektórych źródeł.
Miejsca występowania:
- Na świecie: Turkmenistan (zat. Kara-Bogaz-Goł), Kazachstan, USA, Egipt, Meksyk, Argentyna.

- W Polsce: niewielkie ilości stwierdzono w okolicach Bochni i w rejonie Sandomierza (Góry Pieprzowe).

### Zastosowanie
- do produkcji: szkła, papieru, środków piorących, sody,
- używany w farbiarstwie (produkcja ultramaryny),
- do produkcji szkła i siarczku sodowego,
- źródło otrzymywania sodu,
- środek leczniczy,
- interesuje kolekcjonerów.